# Boekhuis
Het Boekhuis, ook wel het Boek genoemd, is een groot kantoorgebouw gelegen aan de Kingsfordweg met de achterzijde aan de Ringweg-West in Amsterdam nabij Station Sloterdijk. Het gebouw werd ontworpen door Abe Bonnema voor Reed Elsevier en heeft daarom de vorm van een open geslagen boek. Het gebouw is 85 meter hoog en telt 20 verdiepingen. Voor de eerste drie etages is aan de voorkant een voorbouw en aan de achterkant aan de rechterzijde een achterbouw en aan de linkerzijde een parkeergarage. Deze voorbouw is ongeveer tweemaal zo lang als de hoogbouw. Er is in het ontwerp veel glas toegepast en aan de buitenkant beplaat met grijs en zwarte spiegelende platen. Het gebouw is naar de wensen van Reed Elsevier ontworpen en vrij luxe uitgevoerd met veel zwart/grijs marmer. Het gebouw doet kolossaal aan vergeleken met de lage huisjes en de Petruskerk aan de andere zijde van de Ringweg.

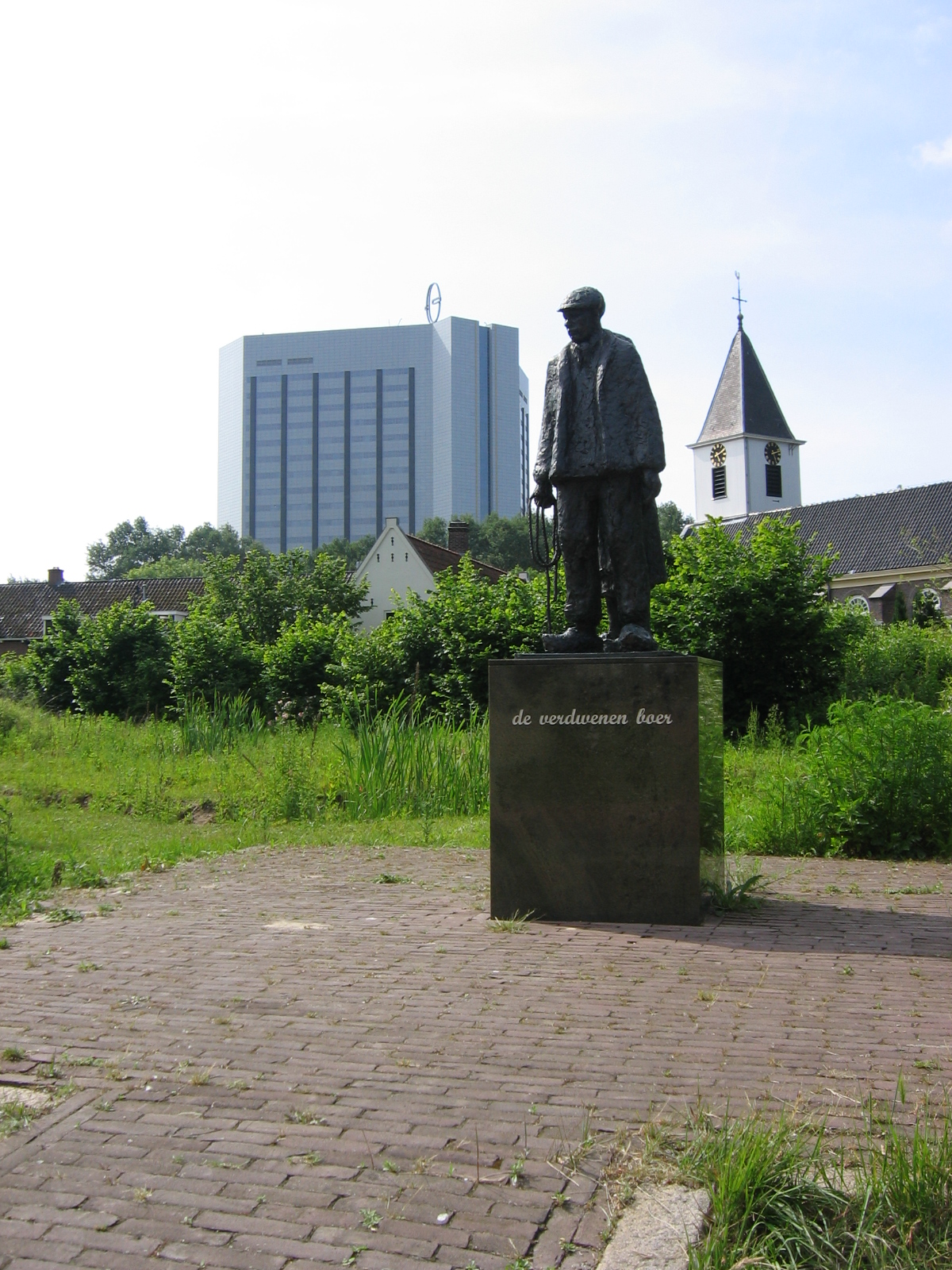
Het beeld ‘De verdwenen boer’ herinnert aan de verdwenen boerenbevolking uit de omgeving van Sloterdijk. Op de voorgrond is de Petruskerk van Sloterdijk te zien en op de achtergrond het belastingkantoor

De bouw van het gebouw nam drie jaar in beslag maar werd door Elsevier uiteindelijk nooit betrokken. Bij de oplevering in de zomer van 1994 werd het gebouw direct verhuurd aan de Belastingdienst die er nog steeds in is gehuisvest evenals de douane. De belastingdienst verliet hierbij het in 1958 speciaal voor deze dienst gebouwde Centraal Belastinggebouw ontworpen door Gijsbert Friedhoff aan de Wibautstraat. Dit gebouw werd in de wandelgangen ook wel "Het grijze monument van de richtige heffing" genoemd. Het nieuwe gebouw heeft deze uitstraling niet omdat het gebouw niet voor de belastingdienst werd ontwerpen. Daarnaast wordt het gebouw ook wel de "Knip" genoemd omdat het gebouw naast een opengeslagen boek ook de vorm heeft van een open getrokken portemonnee van de belastingbetaler.

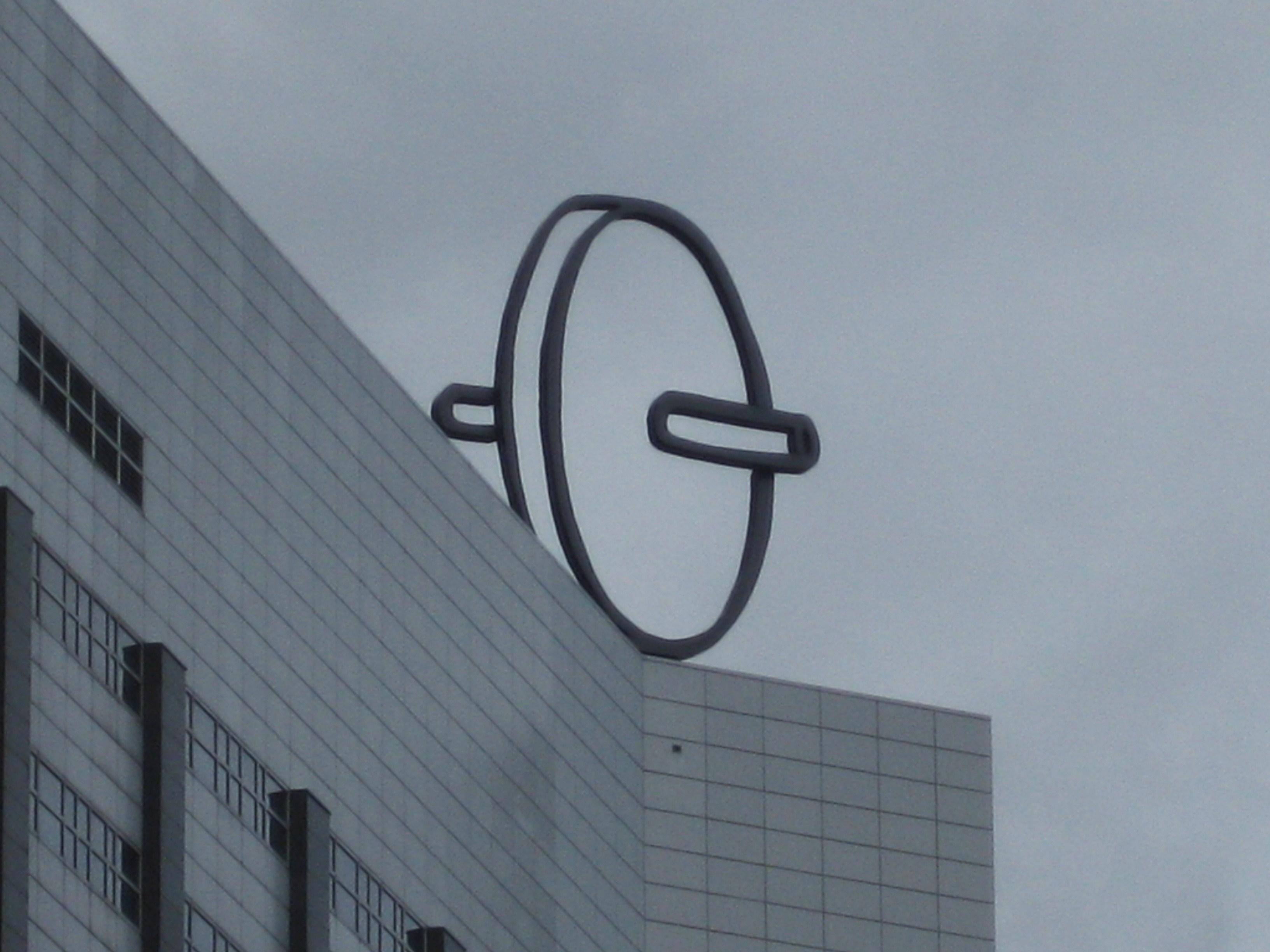
Het Wiel op het gebouw van de Belastingdienst

Op het dak bevindt zich Het wiel, een kunstwerk van Jeroen Henneman. Tot ongeveer 2000 was dit het enige gebouw tussen het station en de Ringweg en lag de rest braak.
Reed Elsevier, sinds 2015 RELX geheten, is sinds 2005 gehuisvest in de nabijgelegen Millennium Tower.
Rembrandttoren · Mondriaantoren · Y-Towers · Amsterdam Symphony · WTC H Toren · ABN AMRO-hoofdkantoor · Amstel Tower · Ito-toren · Valley · Millennium Tower · Crystal Tower · The Sharing Tower · Teleport Tower · Viñoly · Breitnertoren · Oval Tower · The Rock · Pontsteiger · La Guardia Plaza · Cross Towers · New Amsterdam · UNStudio Tower · Boekhuis · IJ-toren · A'DAM Toren · Hourglass · Vivaldigebouw · Okura Hotel · 900 Mahler · De Nederlandsche Bank · Xavier · De Spakler